# نيقولاس بال
نيقولاس بال (بالإنجليزية: Nicholas Ball)‏ هو ممثل بريطاني، ولد في 11 أبريل 1946 في المملكة المتحدة.

## وصلات خارجية
- نيقولاس بال على موقع IMDb (الإنجليزية)
- نيقولاس بال على موقع قاعدة بيانات الفيلم (الإنجليزية)